# Elastisch therapeutische tape

Elastische tape aangebracht op de nek

Elastisch therapeutische tape is een katoenen strip met een zelfklevende laag van acrylaat. Het wordt gebruikt met de intentie om pijn, ongemak en belemmeringen te behandelen bij atletisch letsel. De tape is, anders dan traditionele sporttape, rekbaar. Deze rekbaarheid bedraagt ca. 140% en is daarmee vergelijkbaar met die van de huid. Zo worden de spieren niet vastgezet, maar kunnen vrij bewegen, zonder dat zij meer kunnen uitrekken dan gewenst is. Fysiotherapeuten, verbandmeesters en (sport)masseurs gebruiken deze tape met als doel om pijn te behandelen bij atletische verwondingen en allerlei andere lichamelijke aandoeningen. De elastische therapeutische tape is ook wel bekend onder de commerciële term Kinesiotape.

## Geschiedenis
De methode van taping is in eind jaren zeventig ontwikkeld door Kenzo Kase als onderdeel van zijn chiropraktische behandeling aan het Kase Chiropractic Institute in Kojimachi, Tokio. Kase beweert dat hij deze methode kon ontwikkelen dankzij zijn creatieve therapeutische geest en zijn aangeboren vermogen om via de huid het disfunctioneren van spieren aan te voelen. In 1983 werd de zogenaamde Kinesiotape commercieel beschikbaar gesteld buiten de kliniek. Het jaar daarop werd Kinesio Co., Ltd. opgericht.
Hoewel het gehele Japanse volleybalteam reeds in 1989 gebruikmaakte van deze methode, werd het gebruik ervan pas echt populair na de Olympische Spelen in 2008 en 2012. Dat taping bekend werd bij het grote publiek wordt meestal toegeschreven aan Kerri Walsh die de tapes op haar schouders droeg en die, samen met Misty May-Treanor het strandvolleybal onderdeel overheerste in 2008.

## Eigenschappen
De tape is ontworpen om de menselijke huid na te bootsen. Het is een dun, elastische katoenen tape dat tot 140% van zijn eigen lengte kant stretchen. Als gevolg zal de tape, nadat het is gestretcht wordt aangebracht, naar zijn originele formaat terugkrimpen en daarmee de huid samentrekken. De tape heeft daarmee veel bredere toepassingsmogelijkheden dan traditionele tape en kan ook langer blijven zitten.

## Effectiviteit
Door de jaren heen zijn er verschillende claims gedaan over de effecten van medisch tapen. Verschillende studies suggereren dat medische tape positief effect kan hebben op lymfedrainage. Bovendien wordt beweerd dat de tape zwellingen voorkomt of vermindert doordat het de huid optilt waardoor zowel de bloedsdoorstroming als de doorstroom van lymfatische vloeistoffen worden verhoogd. Een dubbelblinde studie liet zien dat elastische therapeutische tape als ondersteuning kan dienen om een pijnvrije bewegingsvrijheid te bewerkstelligen bij patiënten met schouderpijn. Claims over pijnvermindering of verbetering van handicaps bij jonge patiënten met vermoeden van schoudertendinitis werd niet ondersteund door dit onderzoek.
Een meta-analyse uit 2015 liet zien dat pijn bij het gebruik van de tape inderdaad in hogere mate verminderde dan wanneer er geen behandeling plaatsvond. Dit effect was echter niet groter ten opzichte van andere behandelingen bij patiënten met chronische pijn in het bewegingsapparaat. Dezelfde analyse vond dat het gebruik van medische tape geen significante verbetering opleverde in aanwezige bewegingsbeperkingen.
Een meta-analyse uit 2014, die de methodologische kwaliteit van verschillende studies onderzocht, liet zien dat studies met een lagere methodologische kwaliteit eerder geneigd zijn om positieve effecten van medisch tapen te rapporteren. Daarnaast concludeert deze analyse dat het aanbrengen van elastische therapeutische tape "om spiersamentrekking te ondersteunen geen of slechts een te verwaarlozen effect heeft op spiersterkte".
In 2012 was een andere meta-analyse nog directer in haar conclusie door te stellen dat "Kinesio tape heeft een substantieel effect op de spieractiviteit, maar het is onduidelijk of deze veranderingen voordelig of schadelijk zijn. Concluderend, er is weinig kwalitatief bewijs dat het gebruik van KT te verkiezen is boven andere vormen van tapen bij het behandelen of voorkomen van sportblessures".
 Sommigen geven aan dat zelfs als het hier gaat om een placebo-effect de sporter daar een psychologisch voordeel aan zou hebben. Dit effect zou echter bij sporters minimaal zijn.
Ondanks dat het wetenschappelijk onderzoek hiervoor ontbreekt is er sinds 2016 vanuit leveranciers van tape geclaimd dat de tape ook zou helpen tegen hooikoorts. Verscheidene verenigingen voor longspecialisten hebben zich inmiddels sceptisch getoond over deze claim.